# Tuniewszczyzna
Tuniewszczyzna – dawna wieś. Tereny, na których była położona, leżą obecnie na Białorusi, w obwodzie mińskim, w rejonie wołożyńskim, w sielsowiecie Raków.

## Historia
W czasach zaborów w powiecie mińskim, w guberni mińskiej Imperium Rosyjskiego.
W latach 1921–1945 wieś leżała w Polsce, w województwie wileńskim, w powiecie stołpeckim, a od 1927 w powiecie mołodeckim, w gminie Raków.
Według Powszechnego Spisu Ludności z 1921 roku zamieszkiwały tu 202 osoby, 14 były wyznania rzymskokatolickiego a 198 prawosławnego. Jednocześnie 192 mieszkańców zadeklarowało polską a 10 białoruską przynależność narodową. Były tu 32 budynki mieszkalne. 
Wierni należeli do parafii rzymskokatolickiej  w Rakowie i prawosławnej w Jarszewiczach. Miejscowość podlegała pod Sąd Grodzki w Rakowie i Okręgowy w Wilnie; właściwy urząd pocztowy mieścił się w Rakowie.